# Malý život
Malý život (anglicky A Little Life) je román americké spisovatelky Hanyi Yanagihary. Jedná se o autorčinu druhou knihu (první byla The People in the Trees, ta ale v českém jazyce nevyšla), v originále vydanou v roce 2015. V České republice vyšel Malý život v roce 2017 v nakladatelství Odeon. Doslov k českému vydání, „Když lidé pláčou nad romány“ napsal Pavel Kořínek.
Kniha je rozdělená do sedmi částí: Lispenard Street, Pošťák, Marnivosti, Axiom rovnosti, Šťastná léta, Drahý soudruhu a Lispenard Street. Svět Malého života sledujeme střídavě z pohledů čtyř hlavních postav – Judea, Willema, DžejBího a Malcolma. Postupně se příběh víc a víc soustředí na Judea, jeho myšlenky, vzpomínky a prožitky.
Jude St. Francis vystudoval práva, má nemocné nohy a tajemnou minulost, o níž ani jeho nejbližší prakticky nic nevědí. Willem Ragnarsson je Judeův nejlepší přítel. Je pohledný, laskavý a přátelský, a velmi rád by se stal známým hercem. DžejBí, Jean-Baptiste, Marion tráví spoustu času přemýšlením nad svými uměleckými projekty nebo seznamováním se s jinými více či méně nadějnými umělci. Malcolme Irvine je spíše rezervovaný a tichý architekt upevňující si svou pozici v prestižní firmě.

## Děj románu
Ačkoli se, zejména na začátku, dozvídáme informace o minulosti a přítomnosti i ostatních mladých mužů, středobodem příběhu je Jude. I přesto o něm ale prakticky nic neví ani čtenář, ani jeho blízcí přátelé. To se pomalu mění s tím, jak pokračuje příběh. Víme, že Judeovi se v minulosti něco stalo, a od té chvíle mívá epizody silné bolesti v nohou, které neustále přicházejí a odcházejí. Jedna z prvních věcí, kterou o Judeovi zjistíme, je to, že se sebepoškozuje. Dlouhodobě a velmi rozsáhle – intenzita násilí vůči sobě samému se v průběhu Malého života mění, ale víceméně se jen stupňuje. V každém domě/bytě, který pravidelně navštěvuje, má pod umyvadlem přilepený sáček s žiletkami a náplastmi; ale ani to mu později nestačí (později si např. schválně opaří ruku vařícím olejem). Se sebepoškozováním, respektive hlavně s péčí o zranění a jizvy, Judemu pomáhá jeho další přítel, doktor Andy Contractor. Ačkoli je to jeho lékař (a přítel), ani on neví, co Judea vede k tomuto chování nebo z čeho pramení jeho bolesti nohou, protože Jude o tom odmítá mluvit úplně s kýmkoli.
Přestože v soukromí je Jude velmi nešťastný a uzavřený v bublině hrozných vzpomínek, sebenenávisti a nedůvěry v sebe samého, v profesním životě se mu velmi daří. Pracuje jako soudní advokát a během své praxe si vytvoří velmi silné pouto se svým profesorem Haroldem (později i s Haroldovou ženou Julií). Jejich vztah dojde až do bodu, kdy se Jude v době jeho třicátých narozenin stane adoptivním synem Harolda a Julie. Když mu to Harold nabídne, Jude je velmi šťastný, jelikož nikdy nevyrůstal se svými rodiči, ani neví, kdo jsou. Zároveň s radostí ale přijde obrovský propad jeho mentálního zdraví, protože si stále myslí, že si nezaslouží takovouto lásku, pozornost a štěstí.
V této době řeší skupina hlavních hrdinů i jinou věc, kromě Judeho adopce – všichni jsou úspěšní ve svých oborech – Malcolm je uznávaný architekt, a navíc zakládá rodinu, Willem získává dobré role a DžejBí má za sebou již několik výstav a v uměleckých kruzích je jeho jméno známé. Jenže jeho umělecký úspěch s sebou přinesl i závislost na metamfetaminu. Přátelé se mu snaží pomoci, aby se z ní dostal, což se nakonec podaří. Ovšem během léčení si DžejBí dělá legraci z Judeovy chůze (napodobuje jeho kulhání a postoj), což mu, i přes omluvu, Jude nikdy neodpustí.
Zhruba o deset let později, jako čtyřicátník, je Jude stále stejně osamělý, psychicky i fyzicky rozbolavělý a neschopný se pořádně otevřít i svým nejbližším. Začne chodit s jakýmsi Calebem. Tento vztah je všechno, jen ne zdravý. Caleb nesnáší Judeovy nemocné nohy, především to, že kvůli nim používá berle či vozík. Několikrát Judea obviňuje, že je nemocný proto, že chce být nemocný a dost se nesnaží se uzdravit. K tomu všemu ho Caleb opakovaně znásilňuje a fyzicky i verbálně ho napadá kvůli jeho tělesnému postižení. Jude se s ním nakonec rozejde, ale vše se ještě vystupňuje – Jude je na večeři s Haroldem, kde se objeví Caleb a Judea velmi uráží. Nakonec ho i sleduje domů, kde ho znásilní, brutálně zbije a nechá ho v bytě prakticky na pokraji smrti. Jude přežije, ale nikdy toto napadení (ani ta předešlá) nenahlásí, ani o nich nepoví svým přátelům – o celém vztahu ví jen Andy a Harold. Fyzicky se zotaví, ale všechno sexuální násilí, kterého se na něm Caleb dopustil, mu spustí flashbacky na dětství. To je moment příběhu, kdy se konečně dozvídáme množství informací o tom, jak Jude vyrůstal.
Jako novorozeně ho někdo (pravděpodobně biologická matka) ponechal u kláštera. Bratři se ho ujali a vychovávali ho. Jak ale brzy zjistíme, od idylického dětství mělo toto období jeho života daleko – Jude byl opakovaně verbálně šikanován, bit za kdejakou maličkost, sexuálně zneužíván a znásilňován. Pouze jeden z bratrů, Luke, se k němu choval láskyplně, proto s ním Jude z kláštera nakonec utekl. V ten moment se ale bratr Luke změnil – začal ho taktéž znásilňovat, a navíc ho nutil k prostituci. Byl to také on, kdo Judemu „ukázal“ sebepoškozování. Po několika letech vše objeví policie a Jude skončí v dětských domovech. Tam je taktéž vystavován týrání a zneužívání.
Po incidentu s Calebem a zvýšené frekvenci traumatických vzpomínek a flashbacků na dětství se Jude rozhodne ukončit svůj život, jelikož už neví, jak jinak uniknout své minulosti a myšlenkám. Pokus o sebevraždu přežije a začne bydlet s Willemem. Po nějaké době spolu začnou vést romantický vztah. V rámci vzájemné dohody Jude s Willemem sdílí fragmenty ze své minulosti (odmítá totiž chodit na terapii). Sdílí s ním ovšem jen to, co považuje za „vhodné“, jelikož se bojí, že Willema vyděsí nebo odežene. I přesto, že má Willema rád a je to jeden z jeho nejbližších lidí, nedokáže mu říct, že nesnáší sex (a proč tomu tak je). To se změní až po tom, co si Jude úmyslně způsobí popáleninu třetího stupně. Poví tedy Willemovi o klášteře, bratru Lukeovi a dětských domovech. Odhalí i další traumatickou událost.
Jelikož ani v dětských domovech nebyl náctiletý Jude v bezpečí, rozhodl se utéct. Neměl peníze, proto nakonec poskytoval sexuální služby řidičům, aby se přesouval z místa na místo. Po nějaké době ale chytil pohlavní nemoc. Pomoc mu nabídl jistý muž, doktor Traylor. Ten ho sice léčil, ale zároveň s tím ho zamkl u sebe v domě, kde ho zneužíval. Po tom, co se Jude neúspěšně pokusil utéct, ho doktor Traylor přejel autem, což způsobilo zranění páteře vedoucí k postižení nohou.
Po tom, co se Jude svěří Willemovi se všemi těmito věcmi, jejich vztah pokračuje, jen spolu nespí; Willem udržuje, se souhlasem Judea, sexuální vztahy se ženami. Všechno po následující roky vypadá šťastně, Jude je úspěšný právník, Willem se věnuje herectví, žijí spolu, navštěvují Harolda s Julií a věci jsou relativně v pořádku. Ovšem žádné štěstí netrvá věčně. Judeovi se rapidně zhoršují bolesti a problémy s nohama, což nakonec vede k tomu, že musí podstoupit amputaci. S pomocí svých blízkých se naučí chodit a fungovat s novými protézami.
Poté následují tzv. „šťastná léta“. Ta ale skončí. Jednoho dne Willem, Malcolm a jeho žena zemřou při dopravní nehodě. Jude se s tím nedokáže vypořádat, spiralizuje se v sebenenávistných myšlenkách a sebedestruktivním chování. Prakticky nejí, rapidně hubne a velmi si ubližuje. Jeho blízcí, zejména Harold a Julie, se mu snaží pomoci, donutí ho chodit na terapii, starají se o to, aby jedl. I přes všechnu snahu nakonec Jude nezvládne bojovat se všemi svými démony a vezme si život. Předtím, než spáchá sebevraždu, nechá svým blízkým několikastránkový dopis, ve kterém konečně plně popisuje svou minulost.

## Ocenění
V roce 2015 byl Malý život v shortlistu pro Man Bookerovu cenu, v seznamu finalistů National Book Award For Fiction a zvítězil v Kirkus Prize v kategorii Fiction. Následujícího roku, 2016, se umístil v shortlistu Andrew Carnegie Medal for Excellence in Fiction a Women's Prize for Fiction. V roce 2017 byl v shortlistu International Dublin Literary Award.

## Adaptace
Nizozemské divadlo Toneelgroepamsterdam uvedlo 23. září 2018 divadelní inscenaci Malého života, která s jednou pauzou trvá čtyři hodiny a deset minut. Režisérem představení byl Ivo van Hove. Stejná adaptace, jen v angličtině, měla premiéru 14. března 2023 v Richmond Theatre v Londýně. V Londýně byla hrána v dalších dvou divadlech, v období mezi 25. březnem a 5. srpnem 2023. Jedno z představení bylo nahráno a následně se 28. září 2023 promítalo ve vybraných kinech.